# الحديب (الملاح)

تعديل مصدري - تعديل

الحديب هي إحدى قرى عزلة الملاح بمديرية الملاح التابعة لمحافظة لحج، بلغ تعداد سكانها 287 نسمة حسب تعداد اليمن لعام 2004.